# Dehydrohalogenering
Dehydrohalogenering är en organisk reaktion där en halogenalkan eller annat halogenerat kolväte omvandlas till en alken eller motsvarande omättat kolväte. Reaktionen är ett typiskt exempel på en eliminationsreaktion och kallas också för β-elimination.
I reaktionen används en starkt basisk hydroxid som reaktant. När hydroxiden löses i vatten protolyseras den till en positivt laddad metalljon och en negativt laddad hydroxidjon. Metalljonen reagerar med halogenen och bildar ett salt medan hydroxidjon reagerar med en av de bundna väteatomerna och bildar en vattenmolekyl.
På grund av att halogenen attraherar den positivt laddade metalljonen och kolet attraherar den negativt laddade hydroxidjonen så tas väteatomen alltid från kolatomen (β-kol) näst intill den halogenerade (α-kol). Eftersom två kolatomer intill varandra får lediga elektronpar så skapas en dubbelbindning, kolvätet blir omättat.

## Reaktioner
Kloretan dehydrohalogeneras till etylen
{\displaystyle {\rm {^{\beta }CH_{3}\!-\!^{\alpha }CH_{2}Cl\ +\ KOH\rightarrow CH_{2}\!=\!CH_{2}\ +\ KCl\ +\ H_{2}O}}}
1,2-Dikloretan dehydrohalogeneras till vinylklorid
{\displaystyle {\rm {^{\beta }CH_{2}Cl\!-\!^{\alpha }CH_{2}Cl\ +\ KOH\rightarrow CH_{2}\!=\!CHCl\ +\ KCl\ +\ H_{2}O}}}